# ウルス・ブカ
ウルス・ブカ（Ulus buqa、中国語: 兀魯思不花、? - 1324年）は、モンゴル帝国第4代皇帝モンケ・カアンの庶子のシリギの息子。『元史』などの漢文史料では兀魯思不花、『集史』などのペルシア語史料ではاولوس بوقا（Ūlūs būqā）と記される。

## 概要
ウルス・ブカの父のシリギは本来モンケの庶子であったが、嫡子である二人の兄が（バルトゥ、ウルン・タシュ）が相継いで亡くなっていたため、至元5年（1268年）より大元ウルスの承認の下シリギがモンケ・ウルス当主の座に即くこととなった。しかしシリギは北平王ノムガンを主将とする中央アジア遠征軍に従軍する中で、トク・テムルやメリク・テムルらと結託して至元13年（1276年）にノムガンを捕縛しクビライ・カアンに対して叛乱を起こした（シリギの乱）。
「シリギの乱」自体はバヤンらの活躍によって短期間で鎮圧され、シリギ自身も捕らえられたが、「シリギの乱」に参画したモンケ家・アリクブケ家の諸王の多くは元軍の追撃を逃れてカイドゥ・ウルスに亡命した。この時にシリギの子のウルス・ブカもまたカイドゥ・ウルスに身を投じており、元軍に捕縛されたシリギに代わってモンケ・ウルス当主の座を継承した。これ以後、ウルス・ブカはアリクブケ家のヨブクルやメリク・テムルらとともにカイドゥ側の諸王として知られるようになった。

### 大元ウルスへの投降
至元31年（1294年）にクビライ・カアンが死去しオルジェイトゥ・カアン（成宗テムル）が即位してより2年、元貞2年（1296年）秋にモンケ家のウルス・ブカ及びアリクブケ家のヨブクル、もと大元ウルスの軍人であったドゥルダカらは大元ウルスに降伏の意を表明した。この時期にウルス・ブカらが大元ウルスに投降しようとした理由として、カイドゥに仕えることに限界を感じていたこと、クビライを恐れていた3者にとってカアンの代替わりは大元ウルスに投降する絶好の機会であったこと、当時元軍がカイドゥとの戦いで優勢にあったことなどが挙げられる。
ウルス・ブカらの降伏の意思を聞いて、オルジェイトゥ・カアンはシバウチ（鷹師）のチルタク、行上都留守のムバーラクシャー・ダームガーニー、サトク、チャガタイ家のアジキの4人を使者として派遣し降伏を迎え入れた。この4名の人選について、チルタクとムバーラクシャー・ダームガーニーは降伏に先立つ駅伝の整備・投降部隊への食糧供給などの事前実務を担当し、アジキが実際に軍を率いてウルス・ブカらを迎えるという役割分担になっていたと推測されている。
ウルス・ブカらの降伏を受け容れたオルジェイトゥ・カアンはまずヨブクルとドゥルダカの2名に大都に参上するよう命じ、ウルス・ブカはカラコルムに留められた。しかしこの間、先行きに不安を感じたウルス・ブカはカラコルムを掠奪し、捕縛・監禁されたと『集史』に記されている。一方、オルジェイトゥ・カアンは投降したウルス・ブカらの処遇を決定するため、宗室諸王を招集して会議を開いた。その間、マングト部のボロカンは「ウルス・ブカら諸王が叛乱に加わったのはその父に従っただけであり、当時幼かった彼等のあずかり知らぬことでした。今ウルス・ブカらの投降を受け容れて罪を許し、未だカイドゥ側につく有力者の投降を促すのが良いでしょう」と上奏し、オルジェイトゥ・カアンはボロカンの意見を採用した。
投降してきたウルス・ブカらの罪を問わず、厚遇することでカイドゥ傘下の内部分裂を誘うという方針は元貞3年（1297年）正月には既に定まったようで、この頃ヨブクルとウルス・ブカの歳賜の増額が決定された。また、ウルス・ブカらは大量の属民を伴って投降したため3月には食料に困ることになってしまったが、大元ウルスの朝廷は乳牛牡馬を輸送してこれを救済し、翌年にかけて大量の米をモンゴル高原に供給した。大元ウルス朝廷はウルス・ブカらの投降を大々的に内外に布告し、「大徳改元詔書」を発布して元号を「元貞三年」から「大徳元年」に改めた。その年の内の改元は非常に稀なことであり、大元ウルスがウルス・ブカらの投降を重要視していたことが窺える。

### 晩年
この後も大徳2年（1298年）・大徳4年（1300年）・大徳6年（1302年）にウルス・ブカがオルジェイトゥ・カアンより下賜を受けたことが記録されているが、これ以後ウルス・ブカに関する記録は表れなくなり1302年以後にウルス・ブカは亡くなったものと見られる。
また、ゲゲーン・カアン（英宗シデバラ）を暗殺した集団の中に「兀魯思不花」という名前の人物がいるが、シリギの子のウルス・ブカと同一人物であるとするとウルス・ブカの寿命が不自然に長くなりすぎるため、同盟の別人或いはウドゥス・ブカ（兀都思不花）の誤りではないかと推測されている。

## 子孫
『元史』では并王晃火帖木児という弟がいたことを記す。しかしコンコ・テムル（晃火帖木児）がウルス・ブカの弟だった場合コンコ・テムルの活動時期が遅すぎ不自然であるため、コンコ・テムルは実際にはウルス・ブカの息子で、ペルシア語史料でウルス・ブカ（اولوس بوقاŪlūs būqā）の息子のクナン・テムル（قونان تیمورQūnān tīmūr）と記される人物と同一人物であると推測されている。

## モンケ家の系図
- モンケ・カアン…トルイの長男で、モンケ・ウルスの創始者。
  - バルトゥ（Baltu,班禿／بالتوBāltū）…モンケの嫡長子。
    - トレ・テムル（Töre-temür,توراتیمورTūlā tīmūr）…バルトゥの息子。

  - ウルン・タシュ（Ürüng-daš,玉龍答失／اورنگتاشŪrung tāsh）…モンケの次男で、第2代モンケ・ウルス当主。
    - サルバン（Sarban,撒里蛮／ساربانSārbān）…ウルン・タシュの息子。

  - シリギ（Sirigi,昔里吉شیرکیShīrkī）…モンケの庶子で、第3代モンケ・ウルス当主。
    - ウルス・ブカ（Ulus-buqa,兀魯思不花王／اولوس بوقاŪlūs būqā）…シリギの息子で、第4代モンケ・ウルス当主。
      - コンコ・テムル（Qongqo-temür,并王晃火帖木児／قونان تیمورQūnān tīmūr）…ウルス・ブカの息子。
        - チェリク・テムル（Čerik-temür,徹里帖木児）…コンコ・テムルの息子で、第7代モンケ・ウルス当主。

      - テグス・ブカ（Tegüs-buqa,武平王帖古思不花）…ウルス・ブカの息子、コンコ・テムルの弟で、第2代武平王。

    - トレ・テムル（Töre-temür,توراتیمورTūlā tīmūr）…シリギの息子。
    - トゥメン・テムル（Tümen-temür,武平王禿満帖木児／تومان تیمورTūmān tīmūr）…シリギの息子で、初代武平王。

  - アスタイ（Asudai,阿速歹／آسوتایĀsūtāī）…モンケの庶子
    - オルジェイ（Ölǰei,衛王完沢／اولجایŪljāī）…アスタイの息子で、第5代モンケ・ウルス当主。
      - チェチェクトゥ（Čečektu,郯王徹徹禿／چکتوChektū）…オルジェイの息子で、第6代モンケ・ウルス当主。

    - フラチュ（Hulaču,忽剌出／هولاچوHūlāchū）…アスタイの息子。
    - ハントム（Hantom,هنتوم／Hantūm）…アスタイの息子。
    - オルジェイ・ブカ（Ölǰei buqa,اولجای بوقا／Ūljāī būqā）…アスタイの息子。